# El crack
El crack és una pel·lícula espanyola de 1981 dirigida per José Luis Garci que es desenvolupa en diferents escenaris de les ciutats de Madrid i Nova York. Narra la història d'un detectiu privat anomenat Germán Areta, interpretat per Alfredo Landa, que investiga la fugida d'una menor. La pel·lícula retrata en algunes escenes a la Gran Via de Madrid en els anys setanta i vuitanta, i la compara amb la Gran Poma. La frase inicial «En homenatge a Dashiell Hammett» ret homenatge tant al gènere del cinema negre com, en particular, a l'autor d' El falcó maltès. L'èxit de la pel·lícula va portar a Garci a rodar una segona part: El crack II. El títol simbolitza el moment polític i social que tenia en aquells dies Espanya.

## Sinopsi
Germán Areta és un investigador privat que té una oficina situada a la rodalia de la Gran Via madrilenya, i col·labora amb un ajudant sobrenomenat «el Moro». Areta és un home dur i solitari que sembla haver tingut en el passat un accident i, després d'una dura rehabilitació, s'ha enamorat de la infermera que el va cuidar, Carmen, a la que ajuda a tirar endavant la seva filla, Maite. Un dia, Francisco Medina, un empresari ponferradí arriba a Areta Investigación i li dona al detectiu la missió de trobar a la seva filla Isabel, una jove de 16 anys el parador de la qual desconeix. L'única referència és un antic xicot que ara treballa en la ràdio. Germán contacta amb ell i descobreix que ella va quedar embarassada i que el pare la va obligar avortar a Londres i després va perdre el seu rastre.
Quan intenta aconseguir informació sobre les seves velles amistats, a Germán li aconsellen que deixi el cas. Això es deu al fet que alguns alts càrrecs financers estan implicats en la desaparició d'Isabel i, com a advertiment per al detectiu, col·loquen una bomba en el seu cotxe, que mata a Maite. Això no sols no fa que Germán abandoni el cas, sinó que el determina més que mai a esbrinar què li va ocórrer a Isabel. Germán parla d'un dels homes pagats pel financer, sobre el cas de Medina i descobreix que la nena va morir a les mans d'un financer de gustos sàdics. Per a trobar l'assassí de Maite i Isabel, Areta es desplaça a Nova York, on presència una sessió de boxa (la seva gran afició) al Rockefeller Center. Després de resoldre el cas, Areta torna a Madrid per a continuar mantenint la seva relació amb Carmen.

## Anàlisi
L'historiador José Joaquín Rodríguez assenyala que la pel·lícula té nombroses referències a la cultura i societat estatunidenques, alguna cosa que pot apreciar-se des de la primera escena de la pel·lícula, que remet a una similar de Harry el Brut; de fet, la pel·lícula contrasta totes dues societats, cosa que es pot veure's en l'atractiva oferta de treball que rep Germán perquè vagi als Estats Units i, sobretot, en el clímax de la pel·lícula, que mostra que Espanya vol viure l' American way of life.
Durant la pel·lícula es desenvolupa també una mà de mus filmada de manera magistral i autèntica.
En el que tots els crítics semblen posar-se d'acord és en les influències de la pel·lícula. Tant Alarcón com el crític Diego Galán observen que amb la frase d'obertura «En homenatge a Dashiell Hammett», el director mostra una clara «declaració d'intencions», en dedicar-l'hi a l'escriptor de títols com El falcó maltès i que va ser contractat per a escriure pel·lícules de gènere negre, si bé aquest no seria l'únic homenatge, ja que en una de les primeres converses de la pel·lícula apareix el nom de Humphrey Bogart, l'actor més reconegut d'aquest gènere, així com en l'escena de la mort de Maite a la del personatge de Jocelyn Brando a Els subornats. No obstant això, no pot parlar-se d'una mera imitació, existint una diferència clara entre les pel·lícules estatunidenques i aquesta, alguna cosa que es constata per exemple en la relació entre la parella protagonista que, com assenyala Alarcón, recorda més a les pel·lícules anteriors del director que a altres pertanyents al gènere negre com podrien ser Foc en el cos de Lawrence Kasdan i El carter sempre truca dues vegades de Bob Rafelson, estrenades en el mateix any que El crack. Una altra característica del cinema negre estatunidenc enfront d'aquesta pel·lícula es troba que, enfront de l'humor negre que pot trobar-se en les produccions estatunidenques, aquest resulta inexistent en la pel·lícula de Garci, que de fet finalitza de forma venjativa. També mostra Garci gustos propis no habituals en aquest gènere com mostrar el programa de José María García, que el qualifica de Macguffin, mentre que Rodríguez observa la boxa com un element important en la trama que ajuda a donar forma a la història.

## Repartiment
- Alfredo Landa interpreta Germán Areta, el Piojo. És una agent de policia retirat que treballa com a detectiu privat després de ser ferit mentre intentava resoldre un cas, per la qual cosa va haver de fer rehabilitació per a tornar a continuar investigant, però pel seu compte. Areta és un home amargat i bastant intel·ligent, capaç de pegar-li a qualsevol que el molesti. No obstant això no és així amb Carmen, la seva parella, ni amb Maite, filla de l'anterior, amb la qual es mostra agradable en tot moment. El seu nou cas serà trobar a una noia jove a petició del seu pare, però els que no volen que es descobreixi la veritat del cas intentaran impedir-ho matant a coneguts del policia per a obligar-lo a abandonar.[2] Per a preparar el seu personatge, Landa es va documentar sobre alguns detectius privats que havien treballat en la Gran Via madrilenya.[8]
- María Casanova interpreta Carmen. És la infermera que el va ajudar a rehabilitar-se i que té una filla petita anomenada Maite. En agraïment al que va fer per ell, Areta l'ajuda a tirar endavant tant a ella com a la seva filla petita.[2] Aquest personatge difereix molt dels personatges femenins de les pel·lícules del cinema negre que es caracteritzen per ser tan seductoras i ambiguas com els seus companys sentimentals.[4]
- Manuel Tejada interpreta don Alberto, el Guapo. Un ex-policía corrupte Un ex-policia corrupte que treballa per a una empresa multinacional.
- Raúl Fraire és Francisco Medina. És el nou client de Areta, un comerciant ponferradino que vol trobar a la seva filla que va marxar de casa perquè ell la va obligar a avortar, motiu pel qual es va tornar una prostituta de luxe.[9]
- Miguel Rellán interpreta Cárdenas, el Moro.[10] És un antic delinqüent que s'ha reformat i que treballa com a ajudant d'Areta.[11]
- José Bódalo interpreta don Ricardo, el Abuelo. Antic cap de Germán Areta quan era policía.
- Manuel Lorenzo interpreta Rocky.
- José Manuel Cervino interpreta Vareta.
- Mónica Emilió Prieto interpreta Maite, filla de Carmen.

## Producció
Després dels seus primers treballs que forma part integrats en el moviment «de la tercera via», que consistien en pel·lícules on es realitzava, amb un tractament senzill, una reflexió sobre els personatges i les circumstàncies de l'Espanya de la Transició, i a més tenien un rerefons polític. osé Luis Garci decideix fer un canvi de registre feia el cinema negre, ja que era un cinema que li agradava i que es feia poc a Espanya, que ja s'havia observat en els seus primers treballs com a crític, i sobre el qual dos anys abans va intentar portar un projecte titulat Perfídia que no va arribar a dur-se a terme pel seu elevat pressupost, a més d'un altre titulat La caja china però que va acabar abandonant. Després de decidir acceptar un nou projecte d'aquest gènere li pregunta a Horacio Válcarcel si li interessaria co-escriure'l, ja que el seu anterior coguionista va desestimar tornar a col·laborar, i finalment va acceptar, començant una col·laboració que duraria fins 2008 amb Sangre de mayo. La producció va començar en 1980 quan Garci va fundar en aquest any la seva productora Nickel Odeon juntament amb José Estaban Alenda. A l'hora de l'escriptura del guió, el director va afirmar com de complicat li va resultar dur-lo a terme, ja que, encara que n'era un amant, no sabia quins eren els límits amb els quals determinar si és cinema negre o no, amb la intenció que semblés estar basada la pel·lícula en un llibre d'aquest gènere. Fins i tot en entrevistes recents afirma que aquesta pel·lícula no aconsegueix ser el cinema negre dels anys quaranta i cinquanta estatunidencs.
Per al paper de Germán Areta, Garci sempre tenia al cap l'actor Alfredo Landa des que li va veure en les seves interpretacions en el teatre. Els productors no creien en ell per al paper del detectiu a causa de les pel·lícules que havia fet en el Landisme, però Garci els va dir que si no la protagonitzava Landa se n'anava a realitzar una altra pel·lícula. El propi actor va afirmar sentir-se amb por davant el rebuig del públic pel seu canvi de registre o perquè no podia fer coses que feia en aquestes pel·lícules pel fet que no li prenguessin de debò. Per al paper de Moro decideix tenir a Miguel Rellán, qui fa el seu primer paper important al cinema i amb qui Garci ja havia treballat a Viva la clase media on va exercir com a productor i el director feia un paper menor. Per al paper de Carmen, Garci va decidir treballar amb la que acabaria sent valorada com la musa de la primera etapa del director treballant en les pel·lícules Asignatura pendiente, Solos en la madrugada, Las verdes praderas i, després d'aquesta pel·lícula, a més de la seva seqüela, a Sesión continua.
El rodatge es va dur a terme el mes de novembre de 1980. La part més complicada va ser el rodatge a Nova York, a Garci ja li havia dit Manuel Summers que havia tingut problemes per a rodar Ángeles gordos, malgrat tenir els permisos. El director va decidir realitzar-lo i van tenir encara més perquè ni tenien els permisos, per la qual cosa els van fer fora de llocs com la Cinquena Avinguda o l'aeroport Internacional John F. Kennedy, al que se li va sumar que quan van arribar al país americà se'ls havia oblidat la finestreta de cambra pel que van haver de cridar a un amic perquè fora a Photofilm i agafés un avió per a tornar, i començaren el rodatge un dia després, però finalment la van aconseguir rodar en 3 o 4 dies durant tot el dia. El seu rodatge en interiors es va realitzar completament a Madrid, encara que unes altres van ser a exteriors com la clínica, el bar, i la barberia, que es va rodar al frontón Madrid, per mostrar com s'entenia el cinema negre a Espanya del que es va encarregar Manuel Rojas, director de fotografia.
Al principi Garci va voler per a la banda sonora Dolannes melody de Jean-Claude Borelly però la dificultat per a fer-se amb els drets va fer que el director acabés desistint. Temps després Garci va escoltar un dia a Màlaga Merci, Chérie d'Udo Jürgens en un bar i la hi va imaginar interpretada al piano per Jesús Gluck i va aconseguir els drets. A Gluck el van acompanyar José Oliver amb la flauta i Fernando López amb la guitarra.

## Recepció

### Taquilla
La pel·lícula es va estrenar el 6 d'abril de 1981 en Espanya on va recaptar 101 684 613 pessetas atraient un total de 581 442 espectadors. no obstant això aquestes xifres no van ser suficients per a convertir-se en una de les deu pel·lícules espanyoles més taquilleres d'aquest any. A les ciutats on va tenir major èxit va ser en les capitals espanyoles destacant Madrid i Barcelona.

### Crítica
La crítica la va valorar en el seu moment com «una de les pel·lícules més reeixides de José Luis Garci, en la qual ha aconseguit espanyolitzar totes les referències de la sèrie negra estatunidenca», «amb els pros i contres que cadascú pugui oposar-li a aquesta decisió, correctament realitzat, fet amb plaer, al qual un, personalment, s'abonaria el 70% de les vegades que va al cinema» igual que el canvi de registre que va suposar per a l'actor Alfredo Landa el paper de Germán Areta. No obstant això alguns crítics com Manuel Hidalgo a Cambio 16 «[en un gènere caracteritzat per mostrar-lo] els bons sentiments que traspua El crack no deixen veure el mal» o Pascual Cebolleta en Cine y Más que critica l'abús del llenguatge groller.
Les crítiques actuals també són bastant positives, en Fotogramas s'afirma que s'hi combina «una controlada interpretació d'Alfredo Landa en la pell del detectiu Germán Areta i l'eficaç maneig de tòpics del guió», encara que altres crítics recents el valoren negativament per les seves grans diferències amb el cinema negre estatunidenc. Per la seva part el propi director opina que quan la veu, com ocorre amb la majoria de les seves pel·lícules, amb deteniment observa en ella nombrosos errors, encara que sí que valora molt positivament la interpretació d'Alfredo Landa.

### Premis
37a edició de les Medalles del Cercle d'Escriptors Cinematogràfics
| Categoria    | Premiat         | Resultat  |
| ------------ | --------------- | --------- |
| Millor actor | Alfredo Landa   | Guanyador |
| Millor guió  | José Luis Garci | Guanyador |

Altres premis aconseguits van ser el Lluís Buñuel al millor actor per a Landa, el de Radi Espanya a la millor pel·lícula i millor actriu per a María Casanova, que obtindria Ràdio Internacional a la millor pel·lícula. També va ser guardonada amb el Premi Especial Qualitat del Ministeri de Cultura. També aconseguiria participar en la secció oficial del Festival de cinema de Mont-real representant Espanya.

## Format casolà
La primera comercialització en VHS va ser Polygram vídeo que va distribuir durant els anys 1980 en aquest format la pel·lícula. Posteriorment aquesta mateixa distribuïdora ho faria en format DVD des de 1995, no obstant això, la seva última comercialització va ser a càrrec d' El País en 2003 dins del seu catàleg Un país de cinema on s'incloïa una presentació de la pel·lícula a càrrec del seu director, qui a més realitzava una altra amb comentaris i anècdotes.

## Llegat
La pel·lícula va gaudir d'una seqüela titulada El crack II el rodatge del qual va començar al desembre de 1982, Garci també va intentar fer una tercera part en els anys 1990 on anava a incloure el tema d'ETA, tanmateix això resultava polèmic i no es va realitzar. Malgrat anunciar en 2009 la seva intenció de finalitzar la trilogia encara que seria més light que les anteriors, ins i tot va pensar a unir-les posteriorment en una minisèrie, posteriorment el director va afirmar que havia desestimat la idea. A més s'ha convertit en una pel·lícula de culte no ja només a Espanya, sinó també a l'Argentina.
Al desembre del 2018 Garci va iniciar el rodatge de El crack cero, amb Carlos Santos com a protagonista recarnado una versió antecedent del detectiu Germán Areta a mitjan 70.
La pel·lícula també ha influït en la cinematografia espanyola a l'ésser aquesta pel·lícula, el propi Enrique Urbizu va afirmar que tant aquest pel·lícula com la seva seqüela van ser un referent per a realitzar les seves pel·lícules Todo por la pasta, La caja 507 i No habrá paz para los malvados. Aquesta pel·lícula junt les anterioremente esmentades resulten imprescindibles a l'hora de comprendre el cinema negre a Espanya per part del públic i els estudiosos.Per altra banda Eduardo Torres Dulce va afirmar que el personatge de Leiva de No habrá paz para los malvados està basat en Germán Areta.